# 近田春夫&ハルヲフォン
近田春夫&ハルヲフォン（ちかだはるお とハルヲフォン、1972年 / 1974年 結成 - 1979年 解散 / 2006年 再結成）は、日本のニュー・ウェイヴ系ロックバンドである。近田春夫の作家性・批評性に負うところが大きい。

## 略歴

### 活動期
1972年（昭和47年）、近田春夫と恒田義見が中心となって結成された。当初のギターは松本恒男（元 DEW）、ベースは佐伯正志（元 ブルース・クリエイション）であった。その後ベースが恒田の立教高等学校時代の後輩である高木英一に交代、「デューク柏淵とビブラトーンズ」名義でも活動をした。さらにギターが小林克己に交代、1974年（昭和49年）、正式に結成。当時は「ハルヲフォン」名義。
内田裕也系のロックンロールやファンク系ディスコサウンドを追求しており、翌1975年（昭和50年）、キャロン・ホーガンをボーカルに据えシングル『FUNKYダッコNo.1』でキングレコードからデビュー。当時のメンバーは、近田、恒田、高木、小林、キャロン、長谷川康之（ドラム：前年に短期間在籍していた金沢純の後任であり、慶應出身の近田の後輩に当たる人物）の6人。同楽曲は、玩具業界戦後最大のヒットと言われた「ダッコちゃん」をタカラが復刻した際のタイアップ曲。同年、近田は、クールスの1stアルバムをプロデュースした（バックの演奏は全てハルヲフォンが担った）。その後、キャロンと長谷川が脱退して4人編成となる。
1976年（昭和51年）、1stアルバム『COME ON, LET'S GO』を発表。同作には近田がクールスに提供した楽曲『シンデレラ』（1975年）のセルフカバー・バージョンを収録。同年、グループ・サウンズをカバーする企画に複数のアーティスト（神無月やV.S.O.P.など）とともに参加してオムニバス・アルバム『リメンバー・グループ・サウンド（リメンバーG.S.  1・2）』を発表。
1977年（昭和52年）、2ndアルバム『ハルヲフォン・レコード』を発表。同年、TBSテレビ『ぎんざNOW!』にレギュラー出演。同年10月から、ニッポン放送『オールナイトニッポン』の火曜2部（1977年10月 - 1979年3月）のラジオパーソナリティに就任。同年、マイルド・メンソール＆シガレット・カンパニーという名の覆面バンド（ブッカーT＆MG'sの偽者）で60s洋楽カバー集『グディー・グディー・オールディー・ミュージック』を発表（この手の覆面バンド作品は他にもあるらしい）。
1978年（昭和53年）、3rdアルバム『電撃的東京』を発表。全編が歌謡曲のカバーで構成されたコンセプト・アルバム。同年、雑誌『POPEYE』（平凡出版、現マガジンハウス）で『THE 歌謡曲』の連載を開始したり、TBS『ムー一族』（1978年5月17日 - 1979年2月7日）に「ヘホ」役でレギュラー出演するなど、近田のソロ活動領域が増える一方で、1979年（昭和54年）、バンドは解散した。シングル『恋のグンギンナイト』が1979年に発売されるとアナウンスされていたが、実現しなかった。
1980年（昭和55年）、2種類の編集アルバム（ベスト盤的な位置づけの作品）を発表。1つは7月に発売された『Time, Place & Occasion』で、収録曲の半数近くを近田のソロ作品が占めた。もう1つは9月に発売された『ハルヲフォン・メモリアル』で、収録曲の約半分が『リメンバー・グループ・サウンド』から選ばれた。

### 再評価期
1989年（平成元年）3月21日、『電撃的東京』がCDで発売され、同年10月21日には、『COME ON, LET'S GO』および『ハルヲフォン・レコード』もCDで発売された。『電撃的東京』は、その後、1992年（平成4年）11月21日、1995年（平成7年）11月22日、2004年（平成16年）4月7日と計4回CD再発売され、2004年には同時に『COME ON, LET'S GO』および『ハルヲフォン・レコード』も2度目のCD再発売がなされた。
1994年（平成6年）6月22日、『ハルヲフォン・メモリアル』が初めてCDで発売された。
2006年（平成18年）6月25日、発掘されたライヴ音源を集めたCD『近田春夫&ハルヲフォンLIVE! 1975 - 77』がインディーズのCARAWAY RECORDSから発売された。また、それに先立つ同年4月29日 - 30日には、近田春夫&ハルヲフォン・リローデッド名義で再結成してライブ活動を行った。
2008年（平成20年）9月26日、2枚組のLPレコードで発売されてからその後長らく廃盤となっていた『リメンバー・グループ・サウンド』が、『リメンバー・グループ・サウンズ』としてCDで発売された（収録内容はそのまま変わらず、タイトルが少しだけ変わった）。
※『リメンバー・グループ・サウンズ』が、お蔵入りになっていた未発表作品である、という情報は誤り。

## ディスコグラフィ

### シングル
| 発売日        | 規格品番 | 面 | タイトル             |
| ------------- | -------- | -- | -------------------- |
| 1975年5月10日 | BS-8005  | A  | FUNKYダッコNo.1      |
| 1975年5月10日 | BS-8005  | B  | MORE FUNKYダッコNo.1 |
| 1976年6月5日  | GK-8003  | A  | シンデレラ           |
| 1976年6月5日  | GK-8003  | B  | レインコート         |
| 1976年12月5日 | GK-8012  | A  | 恋のT.P.O.           |
| 1976年12月5日 | GK-8012  | B  | プラスチック・ムーン |
| 1977年8月21日 | GK-8028  | A  | ロキシーの夜         |
| 1977年8月21日 | GK-8028  | B  | 闇にジャックナイフ   |
| 1978年7月21日 | GK-8056  | A  | きりきりまい         |
| 1978年7月21日 | GK-8056  | B  | 憎いあいつ           |
| 1979年        | -        | A  | 恋のグンギン・ナイト |

### アルバム
- COME ON, LET'S GO 1976年6月21日、LP発売 （キングレコード）
  - 1989年10月21日、2004年4月7日、CD発売 （キングレコード）
- ハルヲフォン・レコード 1977年9月21日、LP発売 （キングレコード）
  - 1989年10月21日、2004年4月7日、CD発売 （キングレコード）
- 電撃的東京 1978年6月21日、LP発売 （キングレコード）
  - 1989年3月21日、1992年11月21日、1995年11月22日、2004年4月7日、CD発売 （キングレコード）
- Time, Place & Occasion 1980年7月27日、LP発売（キングレコード）
  - 「近田春夫」名義の作品。
- ハルヲフォン・メモリアル 1980年9月5日、LP発売 （キングレコード）
  - 1994年6月22日、CD発売 （キングレコード）
- 近田春夫&ハルヲフォンLIVE! 1975 - 77 （レコードでの発売は無し。）
  - 未発表ライヴ音源集。
  - 2006年6月25日、CD発売 （CARAWAY RECORDS）
- リメンバー・グループ・サウンド 1976年11月、LP発売 （キングレコード）
  - オレンジ・ペコや清水誠などの他アーティストが演奏・歌唱した曲も含むオムニバス盤であり、ハルヲフォン単独の作品ではない。
  - 2008年9月26日、CD発売 （キングレコード）

### その他
- プラスチック・ムーン（1976年ライブ音源、ロック画報24号付録）